# Tarja Halonen
Tarja Halonen (n. 24 decembrie 1943) este o politiciană finlandeză, care a fost al 11-lea președinte al Finlandei din 2000 până în 2012. Doamna Halonen a fost parlamentară (1984-2000), ministrul Afacerilor Sociale (1987-1990), ministrul Justiției (1990-1991), ministrul Cooperării Nordice (1989-1991) și ministrul Afacerilor Externe (1995-2000). Halonen este de profesie avocată. După ce a devenit președinte, s-a căsătorit cu Pentti Arajärvi.

## Viață timpurie și carieră

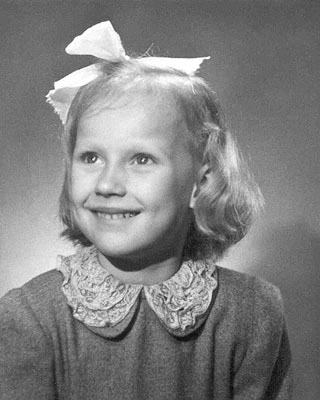
Tarja Halonen la cinci ani, în 1948.

Tarja Halonen s-a născut la 24 decembrie 1943, în districtul Kallio, o zonă tradițională a „clasei muncitoare” din centrul capitalei Helsinki. Mama sa, Lyyli Elina Loimola, a fost croitoreasă, iar tatăl său, Vieno Olavi Halonen, era sudor.
Părinții viitoarei președintă a Finlandei se căsătoriseră la începutul celui de-al doilea război mondial, Tanja apărând câțiva ani mai târziu. La nașterea fetei, Vieno Halonen fusese concentrat pe front, iar Lyyli Halonen lucra într-o fabrică de pantofi. După război, cuplul a decis să se despartă. În 1950, Lyyli Halonen s-a căsătorit cu Thure Forss, un electrician, foarte activ în comunitatea locală a clasei muncitoare.

## External links
- Halonen, Tarja Kaarina
- Tarja Halonen & Seta
- Social-democratic party of Finland

| Funcții politice             | Funcții politice                                      | Funcții politice             |
| ---------------------------- | ----------------------------------------------------- | ---------------------------- |
| Predecesor: Matti Louekoski  | Ministru al justiției 1990–1991                       | Succesor: Hannele Pokka      |
| Predecesor: Paavo Rantanen   | Ministru al afacerilor externe 1995–2000              | Succesor: Erkki Tuomioja     |
| Predecesor: Martti Ahtisaari | Președinte al Finlandei 2000–2012                     | Succesor: Sauli Niinistö     |
| Funcții diplomatice          |                                                       |                              |
| Predecesor: Mary Robinson    | Chair of the Council of Women World Leaders 2009–2014 | Succesor: Dalia Grybauskaitė |